# Giorno della Terra (Palestina)

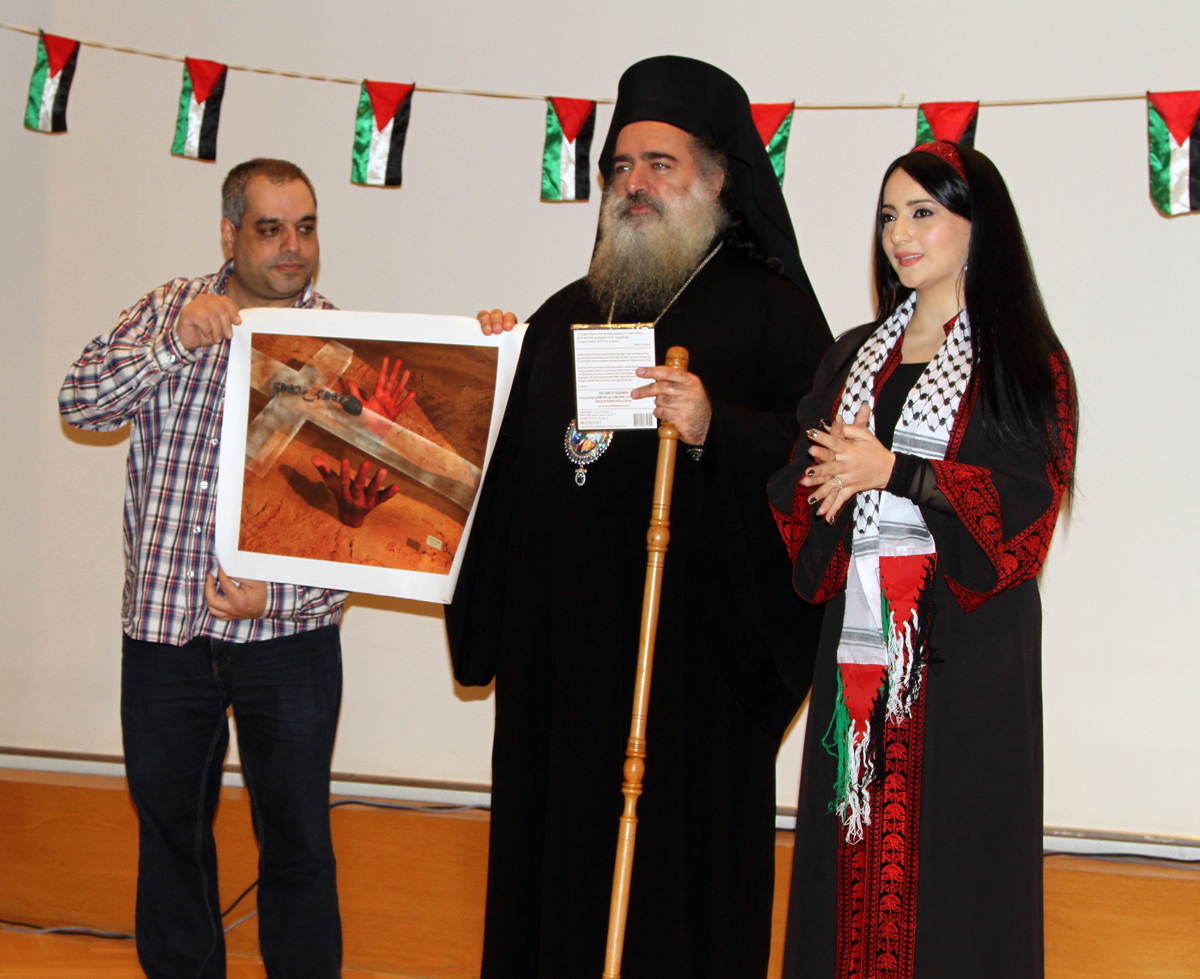
Hisham Zreiq, Atallah Hanna e Manal Mousa in occasione del Giorno della Terra, Dortmund, 2015

Il Giorno della Terra (in arabo يوم الأرض‎?, Yawm al-ʾArḍ) è una ricorrenza annuale palestinese che commemora i caduti arabi israeliani negli scontri in Galilea del 30 marzo 1976.
Il 30 marzo 1976 l'esercito israeliano inviò le proprie forze nei paesi di Sakhnin, Arraba e Deir Hanna, allo scopo di reprimere le manifestazioni spontanee che ebbero luogo a seguito della decisione delle autorità israeliane di espropriare vasti terreni agricoli alla comunità araba per presunti scopi militari. Gli scontri ebbero un esito sanguinoso: sette palestinesi tra cui una donna rimasero uccisi.
In tale data si tiene da allora in poi una festa di commemorazione per i caduti in quegli scontri, che viene celebrata dalla minoranza dei cittadini arabi di Israele e dai palestinesi in tutto il mondo. La ricerca accademica sul conflitto israelo-palestinese riconosce il Giorno della Terra come un evento nel rapporto tra i cittadini arabi e lo stato israeliano, in quanto commemora la prima volta, dal 1948, che gli arabi in Israele hanno organizzato una risposta alle politiche israeliane come avrebbe fatto un collettivo nazionale palestinese.